# آرثر كان
آرثر كان (بالإنجليزية: Arthur Kane)‏ هو كاتب سير ذاتية وموسيقي وكاتب أمريكي، ولد في 3 فبراير 1949 في ذا برونكس في الولايات المتحدة، وتوفي في 13 يوليو 2004 في لوس أنجلوس في الولايات المتحدة بسبب ابيضاض الدم.

## وصلات خارجية
- آرثر كان على موقع IMDb (الإنجليزية)
- آرثر كان على موقع الموسوعة البريطانية (الإنجليزية)
- آرثر كان على موقع ميوزك برينز (الإنجليزية)
- آرثر كان على موقع إن إن دي بي (الإنجليزية)
- آرثر كان على موقع أول ميوزيك (الإنجليزية)
- آرثر كان على موقع ديسكوغز (الإنجليزية)
- آرثر كان على موقع قاعدة بيانات الفيلم (الإنجليزية)